# Bogra (Stadt)
Bogra (Bengalisch বগুড়া), auch Bogura, ist eine Stadt in Bangladesch. Die im Distrikt Bogura gelegene Distrikthauptstadt liegt unweit des Flusses Brahmaputra und gilt als ein wichtiges Handelszentrum in Nordbangladesch. Die Stadt ist Teil des Upazila Bogra Sadar. Die Einwohnerzahl Bogras liegt bei über 400.000.

## Geschichte
Bogura gilt als eine der ältesten Städte in Bengalen und stammt aus der Regierungszeit des Großkaisers Ashoka, der Indien von 268 bis 232 v. Chr. regierte. Als Ashoka die Region Bengalen (Bongo) eroberte, gründete er das heutige Bogra und nannte die Stadt Pundra Bardhan. Dies wird durch die Entdeckung eines alten gravierten Steins im Oktober 2008 gestützt, von dem angenommen wird, dass er in der Gupta-Ära in der Nähe von Sura Masjid in Dinajpur hergestellt wurde.
Während des Unabhängigkeitskrieges in Bangladesch war das Gebiet Zeuge der Schlacht von Bogra, einem erbitterten Konflikt zwischen den Guerilla-Einheiten der bangladeschischen Aufständischen und der pakistanischen Armee.

## Klima
Die Stadt hat ein tropisches Klima mit zwei Hauptjahreszeiten: Winter und Sommer. Im Sommer sind die Niederschläge in Bogra deutlich geringer.

## Persönlichkeiten
- Mushfiqur Rahim (* 1987), Cricketspieler
- Ritu Moni (* 1993), Cricketspielerin
- Tanzid Hasan (* 2000), Cricketspieler
- Towhid Hridoy (* 2000), Cricketspieler